# Часовой пояс

Часовые пояса (с учётом де-факто контролируемых территорий)

Понятие часово́й по́яс имеет два основных значения:
- Географи́ческий часовой пояс — условная полоса на земной поверхности шириной ровно 15° (±7,5° относительно среднего меридиана). Средним меридианом нулевого часового пояса считается гринвичский меридиан.
- Администрати́вный часовой пояс — участок земной поверхности, на котором в соответствии с некоторым законом установлено определённое официальное время. В России в 2011 году законодательно введено эквивалентное понятие часова́я зо́на➤. Как правило, в понятие административного часового пояса включается ещё и совпадение даты — в этом случае, например, пояса UTC−10:00 и UTC+14:00 будут считаться различными, хотя в них действует одинаковое время суток.

Формирование часовых поясов (часовых зон — time zones) связано со стремлением, с одной стороны, учитывать вращение Земли вокруг своей оси, а с другой стороны, определить территории (временные зоны) с примерно одинаковым местным солнечным временем таким образом, чтобы различия по времени между ними были кратны одному часу. В результате было достигнуто решение, что должно быть 24 административных часовых пояса и каждый из них должен более или менее совпадать с географическим часовым поясом. За точку отсчёта был принят гринвичский меридиан — нулевой меридиан.
Сейчас поясное время устанавливается относительно всемирного координированного времени (UTC), введённого взамен времени по Гринвичу (GMT). Шкала UTC базируется на равномерной шкале атомного времени (TAI) и более удобна для гражданского использования. Часовые пояса относительно нулевого меридиана выражаются как положительное (к востоку) и отрицательное (к западу) смещение от UTC. Для территорий часового пояса, где используется перевод часов на летнее время, смещение относительно UTC на летний период меняется.

## Принципы разграничения
В основу современной системы часовых поясов положено всемирное координированное время, от которого зависит время всех поясов. Чтобы не вводить местное солнечное время для каждого значения долготы, поверхность Земли условно поделена на 24 часовых пояса, местное время на границах которых изменяется ровно на 1 час. Географические часовые пояса ограничиваются меридианами, проходящими на 7,5° восточнее и западнее среднего меридиана каждого пояса, причём в зоне гринвичского меридиана действует всемирное время. Однако в реальности, для сохранения единого времени в пределах одной административной территории или группы территорий, границы поясов не совпадают с теоретическими граничными меридианами.
Реальное количество часовых поясов больше 24, так как в ряде стран правило целочисленной разницы в часах от всемирного времени нарушается — местное время кратно получасу или четверти часа. Кроме того, вблизи линии перемены даты в Тихом океане есть территории, использующие время дополнительных поясов: +13 и даже +14 часов.
Местами некоторые часовые пояса пропадают — время этих поясов не используется, что характерно для малонаселённых регионов, находящихся выше широты приблизительно 60°, например: Аляска, Гренландия, северные регионы России. На Северном и Южном полюсах меридианы сходятся в одной точке, поэтому там понятия часовых поясов и местного солнечного времени теряют смысл. Например, на станции Амундсен-Скотт (Южный полюс) действует время Новой Зеландии.

## Летнее время

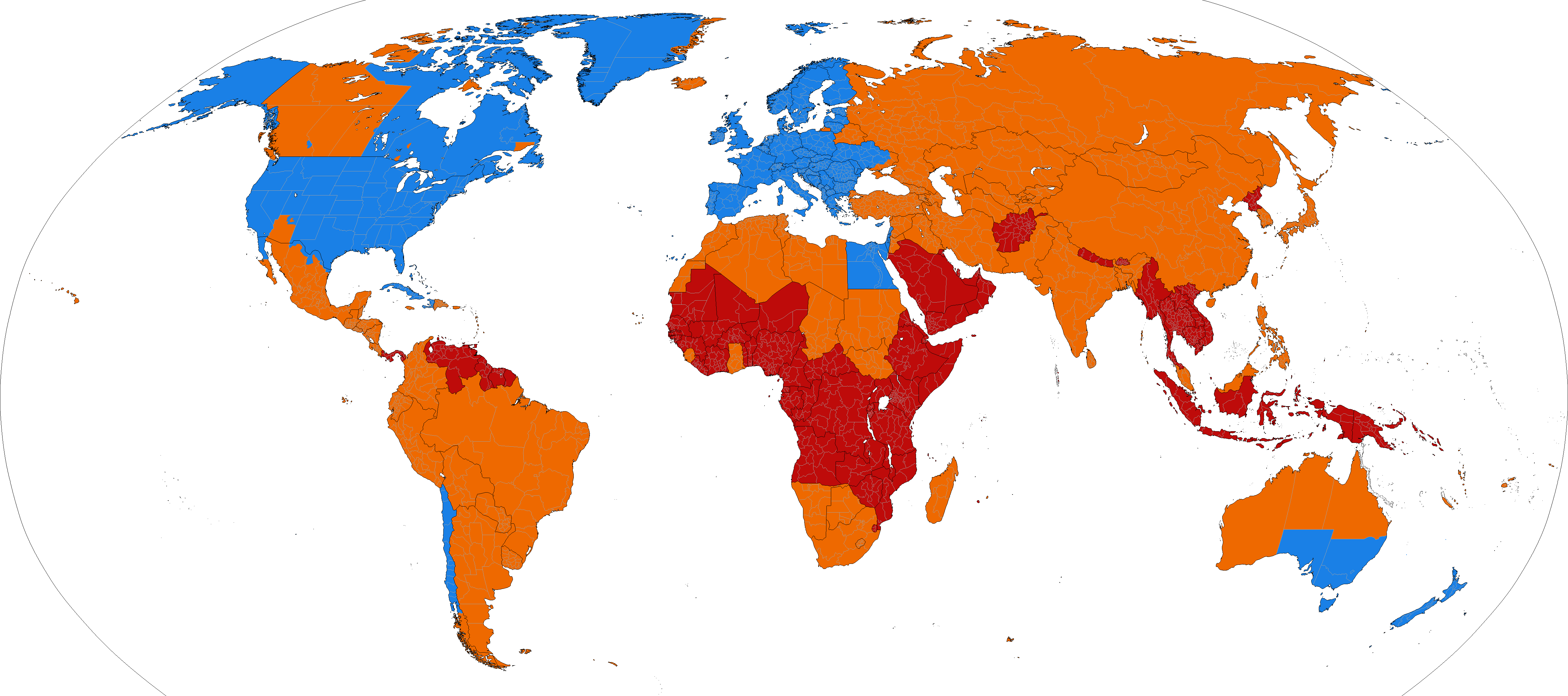
Регионы, где применяется переход на летнее время
Регионы, где переход был отменён
Регионы, где перехода на летнее время никогда не было

Дополнительную неоднозначность в систему часовых поясов вносит использование во многих странах летнего времени. При переходе на летнее время происходит смещение своего времени относительно всемирного. При этом не везде переход на летнее время и обратно осуществляется одновременно. Кроме того, если в южном полушарии лето, то в северном полушарии зима, и наоборот.

## Декретное время
Декретное время — порядок исчисления времени «поясное время плюс один час», введённый в СССР в 1930—1931 годах.

## Часовые пояса в разных странах
На территории (территориях) некоторых стран мира применяется время нескольких часовых поясов. Наибольшее число часовых поясов в материковой части использует Россия (11). Некоторые страны расположены во многих часовых поясах за счёт островных и заморских территорий, например:
- Великобритания с заморскими территориями — 8 часовых поясов.
- США с островными территориями (Американское Самоа, Мидуэй, Виргинские Острова (США), Пуэрто-Рико и т. д.) — 11 часовых поясов.
- Франция с заморскими департаментами и прочими территориями (Сен-Пьер и Микелон, Мартиника, Гваделупа, Французская Гвиана, Майотта, Реюньон, Южно-антарктические территории, Новая Каледония, Валлис и Футуна, Французская Полинезия, Клиппертон и ряд других обитаемых и необитаемых островов) — 12 часовых поясов.

Территории большинства стран (включая Францию и Великобританию без их заморских владений и территорий) расположены в одном часовом поясе. Некоторые значительно протяжённые по долготе страны тоже применяют время одного часового пояса. Например, территория Китая расположена в пяти географических часовых поясах, но на всей его территории действует единое Китайское стандартное время.
В некоторых странах на территории административно-территориальных единиц применяется время двух или более часовых поясов. Например, время трёх часовых поясов использует Республика Саха (Якутия), являющаяся субъектом Российской Федерации, и канадская территория Нунавут.
В США и Канаде границы часовых поясов часто разделяют штат, провинцию или территорию, поскольку территориальная принадлежность к тому или иному поясу определяется на уровнях административно-территориальных единиц второго порядка (графства или округа).

### Страны с двумя и более часовыми поясами
В таблице представлены некоторые страны, где применяется время двух и более часовых поясов в материковой части территории.
| Страна                           | Число часовых поясов | Самый западный часовой пояс | Самый восточный часовой пояс | Переход на летнее время |
| -------------------------------- | -------------------- | --------------------------- | ---------------------------- | ----------------------- |
| Австралия                        | 3                    | UTC+8                       | UTC+10                       | есть, не повсеместно    |
| Бразилия                         | 3                    | UTC−5                       | UTC−3                        | нет                     |
| Демократическая Республика Конго | 2                    | UTC+1                       | UTC+2                        | нет                     |
| Канада                           | 6                    | UTC−8                       | UTC−3:30                     | есть, не повсеместно    |
| Мексика                          | 4                    | UTC−8                       | UTC−5                        | есть, не повсеместно    |
| Монголия                         | 2                    | UTC+7                       | UTC+8                        | нет                     |
| Россия                           | 11                   | UTC+2                       | UTC+12                       | нет                     |
| США                              | 5                    | UTC−10                      | UTC−5                        | есть, не повсеместно    |
| Чили                             | 2                    | UTC−4                       | UTC−3                        | есть, не повсеместно    |

## Список часовых поясов
Страны и территории в часовом поясе перечислены в порядке от севера к югу, от запада к востоку.
| Часовой пояс | Страны и территории, применяющие время данного часового пояса как официальное в течение всего года или в зимний период | Условное наименование                                                    |
| ------------ | --- | ------------------------------------------------------------------------ |
| UTC−12       | | линия перемены даты                                                      |
| UTC−11       | Американское Самоа, Ниуэ |                                                                          |
| UTC−10       | США (Гавайи, Алеутские острова) |                                                                          |
| UTC−9:30     | Маркизские острова (Франция) |                                                                          |
| UTC−9        | США (Аляска) |                                                                          |
| UTC−8        | Канада, США, Мексика | североамериканское тихоокеанское время                                   |
| UTC−7        | Канада, США, Мексика | горное время                                                             |
| UTC−6        | Канада, США, Мексика, Гватемала, Белиз, Гондурас, Сальвадор, Никарагуа, Коста-Рика | центральноамериканское время                                             |
| UTC−5        | Канада, США, Мексика, Багамские Острова, Куба, Гаити, Ямайка, Панама, Колумбия, Эквадор, Перу, Бразилия | североамериканское восточное время, южноамериканское тихоокеанское время |
| UTC−4        | Канада, Доминиканская Республика, Пуэрто-Рико, Венесуэла, Гайана, Бразилия, Боливия, Парагвай, Чили | атлантическое время                                                      |
| UTC−3:30     | Канада (Ньюфаундленд) |                                                                          |
| UTC−3        | Дания (Гренландия), Бразилия, Аргентина, Уругвай, Чили | южноамериканское восточное время                                         |
| UTC−2        | | среднеатлантическое время                                                |
| UTC−1        | Португалия (Азорские острова), Кабо-Верде |                                                                          |
| UTC+0        | Исландия, Великобритания, Ирландия, Португалия, Испания (Канарские острова), Мавритания, Сенегал, Гамбия, Мали, Гвинея-Бисау, Гвинея, Сьерра-Леоне, Либерия, Буркина-Фасо, Кот-д’Ивуар, Гана, Того | западноевропейское время, западноафриканское время                       |
| UTC+1        | Европа: Австрия, Албания, Андорра, Бельгия, Босния и Герцеговина, Ватикан, Венгрия, Германия, Гибралтар, Дания, Испания, Италия, Косово, Лихтенштейн, Люксембург, Мальта, Монако, Нидерланды, Норвегия, Польша, Сан-Марино, Северная Македония, Сербия, Словакия, Словения, Франция, Хорватия, Черногория, Чехия, Швейцария, Швеция Африка: Алжир, Ангола, Бенин, Габон, ДРК, Западная Сахара, Камерун, Республика Конго, Марокко, Намибия, Нигерия, Тунис, ЦАР, Чад, Экваториальная Гвинея | центральноевропейское время, западное центральноафриканское время        |
| UTC+2        | Финляндия, Эстония, Латвия, Литва, Россия, Украина, Молдова, Румыния, Болгария, Греция, Кипр, Ливан, Израиль, Ливия, Египет, Судан, Южный Судан, ДРК, Замбия, Малави, Мозамбик, Зимбабве, Ботсвана, ЮАР, Свазиленд, Лесото | восточноевропейское время, МСК−1, киевское время                         |
| UTC+3        | Россия, Республика Абхазия, Беларусь, ДНР, ЛНР, Южная Осетия, Турция, Сирия, Ирак, Иордания, ТРСК, Кувейт, ПМР, Саудовская Аравия, Бахрейн, Катар, Эритрея, Йемен, Джибути, Эфиопия, Сомали, Сомалиленд, Уганда, Кения, Танзания, Мадагаскар | московское время, восточноафриканское время                              |
| UTC+3:30     | Иран |                                                                          |
| UTC+4        | Россия, Грузия, Армения, Азербайджан, Объединённые Арабские Эмираты, Оман | МСК+1                                                                    |
| UTC+4:30     | Афганистан |                                                                          |
| UTC+5        | Россия, Казахстан, Узбекистан, Туркменистан, Таджикистан, Пакистан | МСК+2                                                                    |
| UTC+5:30     | Индия, Шри-Ланка |                                                                          |
| UTC+5:45     | Непал |                                                                          |
| UTC+6        | Россия, Кыргызстан, Бутан, Бангладеш | МСК+3                                                                    |
| UTC+6:30     | Мьянма |                                                                          |
| UTC+7        | Россия, Монголия, Таиланд, Лаос, Камбоджа, Вьетнам, Индонезия | МСК+4                                                                    |
| UTC+8        | Россия, Монголия, Китай, Тайвань, Филиппины, Малайзия, Индонезия, Австралия | МСК+5                                                                    |
| UTC+8:45     | Австралия |                                                                          |
| UTC+9        | Россия, КНДР, Республика Корея, Япония, Индонезия | МСК+6                                                                    |
| UTC+9:30     | Австралия |                                                                          |
| UTC+10       | Россия, Папуа — Новая Гвинея, Австралия | МСК+7                                                                    |
| UTC+10:30    | Австралия |                                                                          |
| UTC+11       | Россия, Соломоновы Острова, Новая Каледония | МСК+8                                                                    |
| UTC+12       | Россия, Маршалловы Острова, Кирибати, Фиджи, Новая Зеландия | МСК+9                                                                    |
| UTC+12:45    | Новая Зеландия (архипелаг Чатем) |                                                                          |
| UTC+13       | Кирибати, Самоа, Тонга |                                                                          |
| UTC+14       | Кирибати (острова Лайн) |                                                                          |
| 1. 2.        | |                                                                          |

## История часовых поясов
До введения системы часовых поясов в каждом населённом пункте использовалось своё местное солнечное время, определяемое географической долготой конкретного населённого пункта или ближайшего крупного города. Система стандартного времени (или, как было принято называть в России, поясного времени) появилась в конце XIX века. Её необходимость стала особенно актуальной с развитием сети железных дорог — если графики движения поездов составлялись по местному солнечному времени каждого города, то это могло вызвать не только неудобства и путаницу, но и аварии. Первые проекты стандартизации времени появились и были реализованы в Великобритании.
Идею мировой системы часовых поясов одним из первых представил итальянский математик Квирико Филопанти в своей книге «Miranda» в 1859 году. Он предложил разделить поверхность Земли по долготе вдоль меридианов на 24 зоны, отличающиеся друг от друга на один час с точным совпадением минут и секунд. Первая часовая зона находилась на меридиане Рима и включала Италию, Германию, Швецию и часть Африки. Филопанти предложил также использовать универсальное (всемирное) время в астрономии и телеграфии. Однако его идеи намного опередили своё время.

### Великобритания
Проблема несогласованности местного солнечного времени долгое время занимала Британские железные дороги, которые и заставили правительство унифицировать время на территории всей страны. Идея принадлежала доктору Уильяму Хайду Волластону. Время было установлено по Гринвичу (Greenwich Mean Time, GMT), и долгое время его называли «лондонским временем». Первой перешла на лондонское время Большая западная железная дорога (1840). К 1847 году большинство британских железных дорог уже использовало единое время.
23 августа 1852 года сигналы времени впервые были переданы с помощью телеграфа из Королевской Гринвичской обсерватории. Для синхронизации часов использовались точные хронометры, установленные на гринвичское время. К 1855 году подавляющее большинство общественных часов Великобритании было установлено по Гринвичу. Но процесс официального перехода на новую систему отсчёта времени сдерживало законодательство, поэтому местное солнечное время оставалось официально принятым ещё много лет. Это приводило к таким странностям, как, например, открытие избирательных участков в 08:13 и закрытие в 16:13. Официально переход на гринвичское время состоялся после введения в действие законодательного акта об определении времени 2 августа 1880 года.

### Северная Америка
В Соединённых Штатах Америки и Канаде стандартное время и часовые пояса сначала были введены, как и в Великобритании, на железной дороге. В 1870 году профессор Чарльз Дауд предложил установить время на железных дорогах, связанное с четырьмя поясными меридианами с шагом 15° (или 1 час), самым восточным из которых должен быть меридиан Вашингтона. В 1872 году Дауд пересмотрел своё предложение, изменив точку отсчёта на Гринвич, и это предложение почти без изменений было использовано одиннадцать лет спустя.

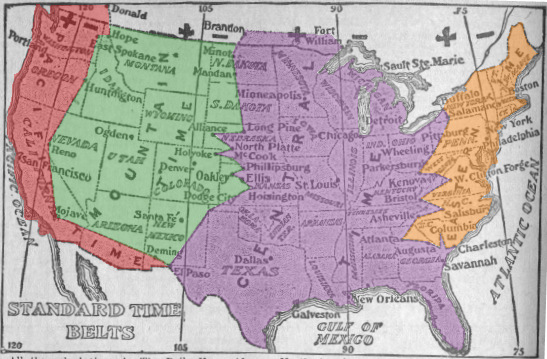
Часовые пояса США по состоянию на 1913 год

18 ноября 1883 года американские и канадские железные дороги перевели часы на всех железнодорожных станциях на стандартное время в соответствии с часовым поясом (вперёд или назад). Пояса были названы: восточный, центральный, горный и тихоокеанский. Стандартное время рекомендовалось с этих пор для всеобщего применения «в качестве обязательного условия для всех общественных и деловых нужд». Хотя эта система вплоть до 1918 года не была проведена официально через конгресс США, гражданское население стало пользоваться «железнодорожным временем» благодаря очевидным практическим выгодам для коммуникаций и путешествий. К октябрю 1884 года 85 % всех городов Северной Америки, с более чем десятитысячным населением в каждом, приняли эту систему. Заметно выделялись лишь Детройт и штат Мичиган.
Детройт, расположенный на границе центрального и восточного поясов, жил по местному солнечному времени до 1900 года, пока муниципалитет не постановил перевести часы на 28 минут назад, на центральное стандартное время. Половина города подчинилась, а половина отказалась. После значительных дебатов это решение было отменено, и город вернулся к местному солнечному времени. В 1905 году городским голосованием было принято центральное стандартное время. В мае 1915 года по постановлению муниципалитета Детройт перешёл на восточное стандартное время (EST), и этот переход был поддержан голосованием в августе 1916 года.
Стандартное время и часовые пояса в США были законодательно утверждены 19 марта 1918 года. Часовые пояса определялись в соответствии со следующими принципами:
- часовой пояс должен лежать в пределах ±7,5° от часового меридиана;
- точные границы поясов должны определяться в зависимости от социальных нужд (пассажиропотока по железным дорогам)[4].

Конгресс США утвердил стандартные часовые пояса, согласованные с железными дорогами, и передал ответственность за любые последующие изменения к ним в Межштатную торговую комиссию — единственный в то время федеральный орган по регулированию перевозок. В 1966 году полномочия по принятию законодательных актов, касающихся определения времени, были переданы в созданный при Конгрессе Департамент транспорта.
Существующие на сегодня границы часовых поясов на территории США существенно изменены по сравнению с их первоначальным вариантом, и такие изменения происходят и до сих пор. Департамент транспорта обрабатывает все запросы на изменения и осуществляет нормативную деятельность. В целом, границы часовых поясов имеют тенденцию смещаться на запад. Например, на территории в восточной части часового пояса время заката может быть изменено на час позже переходом этой территории в соседний восточный часовой пояс. Таким образом, границы часовой зоны локально смещаются на запад. Причины этого явления аналогичны введению декретного времени в России. Это влечёт за собой на таких территориях, с одной стороны, поздний заход солнца, а с другой — и поздний восход солнца, последнее из которых зимой является сугубо негативным моментом. Согласно американскому законодательству, главным фактором при принятии решения относительно изменения часовой зоны является удобство для предпринимательской деятельности (англ. convenience of commerce). Согласно данному критерию, предлагаемые изменения как утверждались, так и отвергались, но всё же большинство из них было принято.

### Международные дискуссии
Начиная с 1870 года внимание географов и представителей смежных наук всех стран сосредоточилось на вопросе об установлении общего нулевого меридиана для отсчёта долготы и времяисчисления на всём земном шаре. То есть вопрос о часовых поясах не был в центре обсуждений. В августе 1871 года в Антверпене собрался первый Международный географический конгресс, в одной из резолюций которого говорилось о том, что для морских карт всех стран гринвичский меридиан в течение ближайших пятнадцати лет должен быть принят в качестве нулевого. Однако для материковых карт и карт побережий каждому государству предлагалось применять собственный нулевой меридиан.
В 1876 году появились сведения о новшествах, предлагаемых в статье «Земное время», опубликованной в Канаде Сэнфордом Флемингом, руководителем инженерной службы канадской Тихоокеанской железной дороги, которому приписывают ключевую роль в развитии мировой системы исчисления времени и установке часовых поясов на всей поверхности земного шара (выступление на Конференции в Канадском институте в Торонто 8 февраля 1879 года). Позднее у Флеминга возникла идея о введении во всём мире единого «земного времени». Подобно Дауду (считается, что Флеминг не знал о его предложениях), Флеминг предложил систему часовых поясов для применения в качестве местного времени в бытовых целях, а его «земное время» должно было применяться на железных дорогах (в отличие от Дауда), в телеграфной связи, в науке и так далее. Позднее, узнав о системе поясного времени Дауда, Флеминг без особого энтузиазма отзывался о ней. Однако существует мнение, что именно Чарльз Дауд создал основы системы поясного времени.
В повестке дня III Международного географического конгресса, собравшегося в Венеции в сентябре 1881 года, стояли вопросы об установлении всемирного нулевого меридиана и единого стандартного времени. В октябре 1883 года в Риме состоялась VII Международная геодезическая конференция, где основными вопросами также были выбор нулевого меридиана и проблема унификации времени. Эта научная конференция имела большое практическое значение, так как своими заключениями она подготовила почву для проведения Вашингтонской конференции 1884 года.

### Международная меридианная конференция
В октябре 1884 года 41 делегат из 25 стран мира собрался на Международную меридианную конференцию в Вашингтоне (округ Колумбия) с целью обсуждения и, если возможно, выбора меридиана, подходящего для применения как общий ноль долготы и стандарт времяисчисления по всему миру. Итоговый документ конференции включал в себя следующие резолюции (суть изложена в сокращённой формулировке):
1. Рекомендовалось принять для всех стран единый нулевой меридиан вместо нескольких существующих.
2. Предлагалось принять за такой единый меридиан тот, что проходит через главный телескоп Гринвичской обсерватории.
3. Долгота должна отсчитываться на 180° на восток и запад от данного меридиана.
4. Предлагалось применение всемирных (универсальных) суток, где это будет признано удобным и не создаст помех для обычного времяисчисления.
5. Всемирные (универсальные) сутки — это средние солнечные сутки, за начало которых во всём мире принимается момент средней полночи на нулевом меридиане, их отсчёт должен производиться от 0 до 24 часов.
6. Выражалась надежда, что с появлением практической возможности астрономические и навигационные сутки также будут начинаться в среднюю полночь.
7. Выражалась надежда на дальнейшие исследования для распространения десятичной системы счисления углов и времени везде, где это даёт реальные преимущества.

Делегация от Российской империи поддержала все семь резолюций. Три основные резолюции, в которых говорится о целесообразности применения единого нулевого меридиана, всемирных суток и десятичного отсчёта углов и времени, были приняты почти единогласно. При утверждении трёх специальных резолюций, определяющих нулевой меридиан и всемирное время (всемирные сутки), Великобритания и США вместе с большинством стран проголосовали «за», тогда как Бразилия, Франция и Доминиканская республика воздержались или проголосовали против. Австро-Венгрия, Германия, Италия, Нидерланды, Испания, Швеция, Швейцария и Турция поддержали блок Великобритании и США в выборе гринвичского меридиана, но воздержались или проголосовали против принятия других резолюций. Важнейшим итогом конференции была рекомендация применения гринвичского времени в качестве всемирного времени.
Резолюция 4 была наиболее близка к вопросу о разделении земного шара на часовые пояса. Однако она была посвящена общим положениям, в ней не говорилось об обязательном введении системы часовых поясов, поэтому она была принята почти единогласно — 23 голосами при 2 воздержавшихся.

### Распространение на весь мир
К 1905 году среди ведущих стран мира, не принявших систему часовых поясов, были Франция, Португалия, Голландия, Греция, Турция, Россия, Ирландия, а также большинство стран Центральной и Южной Америки, исключая Чили. Однако уже к 1922 году значительное большинство стран приняло эту систему. Последней принявшей эту систему страной стала Либерия, где до 1972 года официальное время отставало на 44 мин 30 с от гринвичского. По состоянию на 2018 год существует несколько часовых поясов, для которых разница между стандартным временем пояса и гринвичским временем составляет дробное количество часов (кратность до четверти часа), — какие-либо международные соглашения, ограничивающие такую практику, отсутствуют.

### Россия и СССР
Россия формально приняла международную систему часовых поясов в 1919 году, однако установление поясного времени на всей территории страны произошло в 1924 году.
В 1919 году Совет народных комиссаров РСФСР постановил разделить страну на 11 часовых поясов, границы которых в европейской части и в Западной Сибири были проведены в основном по рекам и железным дорогам. В 1930—1931 годах границы административных часовых поясов СССР формально не изменялись, но в каждом часовом поясе стало действовать время соседнего восточного пояса (см. Декретное время). Впоследствии границы часовых поясов пересматривались с учётом местной топографии и прохождения административных границ в 1956, в 1980 и в 1992 годах. Намного чаще, особенно после 1957 года, происходили события, когда регионы (или часть их территории) начинали применять у себя время соседнего (в основном, западного) административного часового пояса, но, как правило, без официального изменения границ часовых поясов. Значительная часть таких событий была оформлена в виде допущений в постановлении правительства от 8 января 1992 года.
Таким образом, в СССР, а затем в России, в период с 1924 до 2011 года существовали декларируемые (формальные) административные часовые пояса, в пределах которых фактически действовало разное и чаще всего опережающее (после 1930 года) время. Зоны с одинаковым действующим временем в обиходе могли называться фактическими часовыми поясами, в ряде мест они имели границы, где время изменяется сразу на 2 часа.

Часовые зоны России (включая аннексированный Крым) с 27 декабря 2020 года:

| USZ1 | 1-я часовая зона (МСК−1)                 | UTC+2  |
| MSK  | 2-я часовая зона (МСК, московское время) | UTC+3  |
| SAMT | 3-я часовая зона (МСК+1)                 | UTC+4  |
| YEKT | 4-я часовая зона (МСК+2)                 | UTC+5  |
| OMST | 5-я часовая зона (МСК+3)                 | UTC+6  |
| KRAT | 6-я часовая зона (МСК+4)                 | UTC+7  |
| IRKT | 7-я часовая зона (МСК+5)                 | UTC+8  |
| YAKT | 8-я часовая зона (МСК+6)                 | UTC+9  |
| VLAT | 9-я часовая зона (МСК+7)                 | UTC+10 |
| SRET | 10-я часовая зона (МСК+8)                | UTC+11 |
| PETT | 11-я часовая зона (МСК+9)                | UTC+12 |

#### Часовая зона
В 2011 году законом «Об исчислении времени» было введено понятие часовая зона, определяемая как часть территории Российской Федерации, на которой действует единое время.
Часовая зона не соответствует формальному административному часовому поясу в СССР и в России в 1924—2010 годах, так как там нарушался принцип единого времени. Отдельные территории, входящие в административный часовой пояс, могли применять время соседнего часового пояса, вследствие чего в России к 2011 году границы фактических часовых поясов, или территориальных объединений (зон), где действовало единое время, значительно отличались от официальных границ часовых поясов, установленных в 1919—1924 годах.
Введение нового понятия устранило совместное существование в России формальных и фактических административных часовых поясов. Понятия часовая зона и административный часовой пояс в России с 2011 года стали эквивалентными.
В 2014 году законом установлено одиннадцать часовых зон, с 1-й по 11-ю, а также установлен состав регионов, образующих каждую часовую зону.

## Часовые пояса в открытом море
К 1920 году все корабли в открытом море соблюдали местное истинное солнечное время, выставляя часы ночью или на рассвете таким образом, чтобы с учётом скорости корабля и направления движения часы показывали 12, когда Солнце пересекалось с корабельным меридианом. В течение 1917 года на англо-французской конференции по вопросам применения времени в открытом море было рекомендовано, чтобы все корабли, как военные, так и гражданские, придерживались в открытом море стандартного времени для часовых поясов. Во время пребывания корабля в территориальных водах любой страны он должен придерживаться её стандартного времени. Капитану разрешалось переводить корабельные часы по своему усмотрению после захода корабля в другой часовой пояс. Эти правила были приняты большинством флотилий между 1920 и 1925 годами, но лишь немногими независимыми торговцами до Второй мировой войны.
Время на корабельных часах и в корабельных журналах должно было сообщаться вместе с «описанием пояса», то есть количеством часов, которое необходимо было добавить ко времени пояса для получения среднего времени по Гринвичу (GMT). Отсюда происходит ноль для Гринвичского часового пояса, отрицательные значения от −1 до −12 для часовых поясов на восток и положительные (от 1 до 12) на запад (часы, минуты и секунды для стран без каких-либо поправок). В отличие от зигзагообразных международных демаркационных линий часовых поясов, которые проходили по суше, морские международные демаркационные линии проходили вдоль меридианов, за исключением мест, где они прерывались территориальными водами и землями, с которыми последние граничили, включая острова.

## Административные часовые пояса

### Смещение к западу
Границы административных часовых поясов, как правило, несколько смещены к западу. Такое смещение обусловлено исторически сложившейся (но необязательной) практикой применения времени восточного часового пояса на всей административной территории, если она расположена на границе географических часовых поясов. Иногда время соседнего восточного часового пояса начинает применяться на всей или на части территории страны после отмены сезонного перевода часов, но возможны и другие причины (см. Декретное время#Опережающее время в других странах). Большое смещение границ административных часовых поясов приводит к большому расхождению официального и местного солнечного времени.

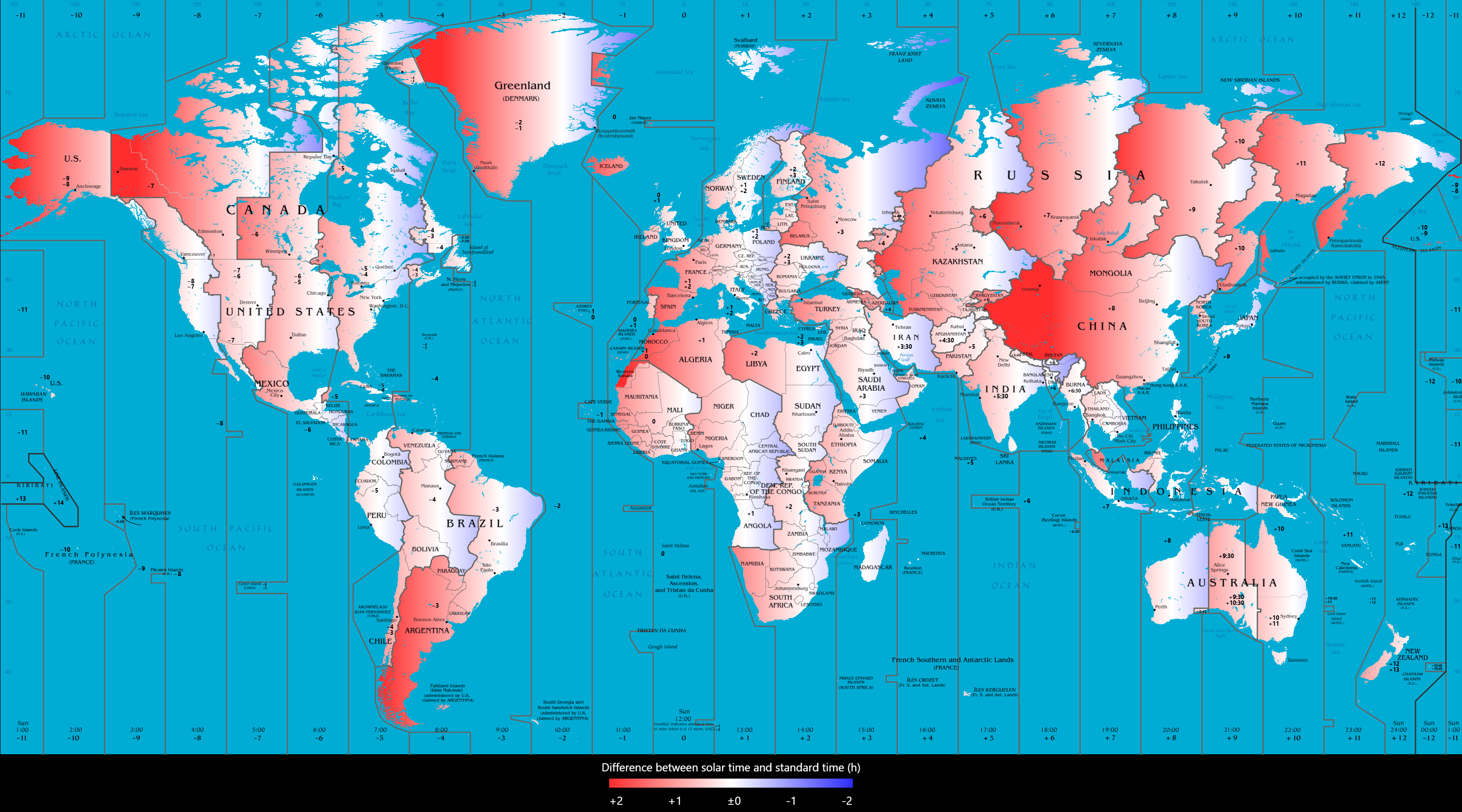
Расхождение между официальным (стандартным, «зимним») временем и местным средним солнечным временем

### Неравномерность
Характерным признаком часовых поясов в странах, имеющих их более одного в материковой части, является их приблизительная равномерность по долготе (США, Канада до широты примерно 60°, Бразилия).
В России применение времени соседнего часового пояса привело к тому, что фактические границы зон, где действовало единое время, к 2011 году значительно отличались от официальных границ часовых поясов, установленных не только в 1919—1924 годах, но и в 1992 году. Зоны приобрели существенную неравномерность по долготе как в пределах самой зоны (искривление границ), так и между разными зонами. В некоторых местах оказался нарушенным принцип непрерывности часовых поясов — появились границы, где применяемое время изменяется сразу на 2 часа. Такие границы сформировались в основном в северных малонаселённых регионах, где это не имело особого значения для хозяйственной деятельности проживающего там населения. Однако такая граница появилась в 1961—1969 годах и в средних широтах — между Татарстаном (МСК) и Башкортостаном (МСК+2).
Для регионов, находящихся выше широты приблизительно 60°, например: Аляска, Гренландия, северные регионы России, характерна значительная неравномерность часовых зон, вплоть до неиспользования времени некоторых часовых поясов. Например, в России по состоянию на 2016 год для северных регионов организовано 7 часовых зон, хотя их количество для регионов, находящихся южнее, 11.

### Разброс времени среднего полдня
Неравномерность часовых поясов по долготе, в том числе нарушение принципа непрерывности, приводит к большому различию световой обстановки в зависимости от времени суток в регионах, находящихся на одной широте. Оценкой неравномерности часовых зон в России может служить разброс времени среднего солнечного полдня в административных центрах субъектов РФ (см. Время в России#Полдень в городах России). В общем случае, чем больше разброс времени среднего полдня, тем больше неравномерность часовых зон.

### Социальный аспект
Критические отзывы о часовых поясах и их возможном влиянии на повседневную деятельность человека появились ещё в XIX веке, до широкого распространения международной системы часовых поясов. В 1885 году директор Пулковской обсерватории Отто Струве опубликовал статью «О решениях, принятых на Вашингтонской конференции относительно первого меридиана и вселенского времени» (Записки Императорской Академии наук. Т I. Приложение № 3. СПб, 1885). По поводу поясного времени и часовых зон («областей») с разницей «на целый час» Струве писал, что такой счёт времени «необходимо должен вызывать затруднения <…> нельзя же, например, для подённых работ, зависящих от продолжительности дня, назначить одни и те же рабочие часы на дню во всех местах этой области, не разбирая, лежат ли эти места вблизи западной или близ восточной её границы».
Как следует из материалов упомянутой Вашингтонской конференции 1884 года, делегаты от некоторых стран выразили озабоченность возможным в перспективе значительным расхождением официального местного времени и местного солнечного времени при разделении поверхности земного шара на 24 часовых пояса (15° по долготе), хотя рекомендации о таком разделении в принятых конференцией резолюциях не было. Одна из резолюций, предложенных Великобританией перед самым концом конференции, фактически рекомендовала разделение на 10-минутные пояса (2,5°) или на пояса, кратные 10 минутам. (Систему, основанную на промежутках в 2,5°, или 10 минут, предложил также шведский астроном Гильден.) Однако это предложение Великобритании было отклонено.
Существуют исследования, показывающие негативное влияние применения единого времени в часовых поясах с большой разницей по долготе восточной и западной границы. Достижения в области изучения работы биологических часов показывают, что в процессе эволюции у всех живых существ, от микроорганизмов до человека, выработался генетически закреплённый механизм, предназначенный для отсчёта околосуточных (циркадных) ритмов. Это один из древнейших механизмов, который играет чрезвычайно важную роль в адаптации к жизни на Земле. В современном обществе человек, как правило, живёт не по солнцу и в большей степени вынужден адаптироваться к ритмам социальной жизни. Однако время восхода солнца по-прежнему служит главным синхронизирующим сигналом для циркадной системы человека. Согласно другим источникам, процесс синхронизации более сложен, так как в нём участвует комплекс геофизических факторов: фотопериоды (день-ночь), суточные колебания магнитного поля Земли, значительные изменения температуры среды, приливы и отливы (гравитационное воздействие).
Вблизи восточной границы часовой зоны стандартного размера солнце восходит на один час раньше, чем на той же географической широте вблизи западной границы, то есть в пределах одной часовой зоны местное солнечное время и официальное время различаются. Исследователи из Германии обнаружили влияние этого факта на хронотип человека. Оказалось, что среди населения, проживающего вблизи западной границы часовой зоны, преобладают «совы», а вблизи восточной — «жаворонки». Кроме того, по опросам испытуемых был вычислен восточно-западный градиент середины периода сна в суточном ритме, который по данным исследователей составил 36 минут. То есть ритм жизни населения на западе конкретной часовой зоны отставал от такового на востоке в среднем на 36 минут. Этим удалось доказать, что циркадный ритм человека в значительной степени управляется солнцем, а не социальными факторами.
Аналогичные исследования были проведены российскими учёными в границах часовой зоны МСК, размер которой примерно в два раза больше стандартного. Данные о влиянии долготы проживания в часовой зоне на хронотип человека совпали с результатами немецких коллег, а восточно-западный градиент середины периода сна составил около 46 минут. В окончательных выводах исследований утверждается, что из-за увеличения размера часовых зон происходит рассогласование биологических часов человека, и это нередко приводит к ухудшению его самочувствия и здоровья. Поэтому рекомендуется привести часовые зоны к стандартному размеру, равному 15°. Также рекомендуется пересмотреть режим работы госучреждений, особенно в городах и сёлах, расположенных вблизи западных границ часовых зон, приведя его в соответствие с физиологическими особенностями функционирования циркадной системы человека. В российских регионах распространённое начало учебного дня в 8:00—8:30 (что само по себе достаточно рано, особенно для регионов, где фактически действует декретное время), то есть местонахождение населённого пункта в пределах часовой зоны, как правило, не учитывается.

## Обозначения часовых поясов
Часовые пояса в географических атласах иногда обозначаются числами от 0 до 23 в направлении на восток от начального меридиана. Используется также обозначение числами со знаком, от +1 до +12 на восток от нулевого часового пояса до линии перемены даты и от −1 до −12 на запад. Наряду с этим существует буквенное обозначение — Z для нулевого пояса, A—M (кроме J) для восточных поясов и N—Y для западных. Буква J используется для обозначения местного солнечного времени в точке наблюдения. Буквы могли озвучиваться с помощью фонетического алфавита, например, для английского языка это «зулу» (Zulu) для Z (время по Гринвичу). Отсюда происходит термин «время зулу» или «время по зулу».
| GMT    | DST    | Зулу | Фонетический (для английского языка) |
| ------ | ------ | ---- | ------------------------------------ |
| +0:00  | +0:00  | z    | Зулу (Zulu)                          |
| +0:00  | +1:00  | −    | −                                    |
| +1:00  | +2:00  | a    | Альфа (Alpha)                        |
| +2:00  | +3:00  | b    | Браво (Bravo)                        |
| +3:00  | +4:00  | c    | Чарли (Charlie)                      |
| +4:00  | +5:00  | d    | Дельта (Delta)                       |
| +5:00  | +6:00  | e    | Эхо (Echo)                           |
| +6:00  | +7:00  | f    | Фокстрот (Foxtrot)                   |
| +7:00  | +8:00  | g    | Гольф (Golf)                         |
| +8:00  | +9:00  | h    | Хотел (Hotel)                        |
| +9:00  | +10:00 | i    | Индия (India)                        |
| +10:00 | +11:00 | k    | Кило (Kilo)                          |
| +11:00 | +12:00 | l    | Лима (Lima)                          |
| +12:00 | +13:00 | m    | Майк (Mike)                          |
| −1:00  | +0:00  | n    | Новембер (November)                  |
| −2:00  | −1:00  | o    | Оскар (Oscar)                        |
| −3:00  | −2:00  | p    | Папа (Papa)                          |
| −4:00  | −3:00  | q    | Квебек (Quebec)                      |
| −5:00  | −4:00  | r    | Ромео (Romeo)                        |
| −6:00  | −5:00  | s    | Сьерра (Sierra)                      |
| −7:00  | −6:00  | t    | Танго (Tango)                        |
| −8:00  | −7:00  | u    | Юниформ (Uniform)                    |
| −9:00  | −8:00  | v    | Виктор (Victor)                      |
| −10:00 | −9:00  | w    | Виски (Whiskey)                      |
| −11:00 | −10:00 | x    | Икс-рэй (X-ray)                      |
| −12:00 | −11:00 | y    | Янки (Yankee)                        |

| Солнечные часы (обновить)   | Солнечные часы (обновить) | Солнечные часы (обновить) | Солнечные часы (обновить) |
| --------------------------- | ------------------------- | ------------------------- | ------------------------- |
|                             |                           | 04:41                     |                           |
| Самоа                       | Самоа                     | 05:41                     |                           |
| Французская Полинезия       | Туамоту                   | 06:41                     |                           |
| Соединённые Штаты Америки   | Аляска                    | 07:41                     |                           |
| Канада                      | Тунгстен                  | 08:41                     |                           |
| Мексика                     | Мехико                    | 09:41                     |                           |
| Коста-Рика                  | Сан-Хосе                  | 10:41                     |                           |
| Соединённые Штаты Америки   | Нью-Йорк                  | 11:41                     |                           |
| Боливия                     | Ла-Пас                    | 12:41                     |                           |
| Аргентина                   | Буэнос-Айрес              | 13:41                     |                           |
| Бразилия                    | Фернанду-ди-Норонья       | 13:41                     |                           |
| Кабо-Верде                  | Прая                      | 15:11                     |                           |
| Сенегал                     | Дакар                     | 16:41                     |                           |
| Бельгия                     | Брюссель                  | 17:41                     |                           |
| Южно-Африканская Республика | Претория                  | 18:41                     |                           |
| Россия                      | Москва                    | 19:41                     |                           |
| Оман                        | Маскат                    | 20:41                     |                           |
| Пакистан                    | Карачи                    | 21:41                     |                           |
| Бангладеш                   | Дакка                     | 22:41                     |                           |
| Таиланд                     | Бангкок                   | 23:41                     |                           |
| Китай                       | Пекин                     | 00:41                     |                           |
| Япония                      | Токио                     | 01:41                     |                           |
| Австралия                   | Брисбен                   | 02:41                     |                           |
| Вануату                     | Порт-Вила                 | 03:41                     |                           |
| Науру                       | Науру                     | 04:41                     |                           |
| 16:41 (UTC)                 |                           |                           |                           |